# 고운님 여의옵고
《고운님 여의옵고》는 1980년 3월 31일부터 1980년 8월 30일까지 방송된 문화방송 일일연속극이다.

## 등장 인물
- 김영란
- 오지명
- 전양자
- 이효춘
- 조경환
- 홍성민
- 손창민
- 강수연
- 김상순
- 박영지
- 이묵원
- 박광남
- 이정길
- 김애경
- 임정하